# Centrale nucléaire d'Unterweser
La centrale nucléaire d'Unterweser est une ancienne centrale nucléaire qui se trouve entre les deux villes de Nordenham et de Rodenkirchen, dans l'arrondissement de la Weser du Land de Basse-Saxe.

## Caractéristiques
Cette centrale est équipée d'un réacteur à eau pressurisée (REP) de  1410 MWe brut construit par PreussenElektra dans les années 1970, mise en service en 1978 et arrêté définitivement depuis 2011. Pendant sa durée de vie, la centrale a produit 289,75 TWh, avec un facteur de charge moyen de 79,4 %.
Le coeur du réacteur contenait 193 éléments de combustible. Un bâtiment d’entreposage des combustibles usés a été mis en service en 2007.
L’arrêt de la centrale a été décidé en 2011 par le gouvernement d'Angela Merkel (Atom-Moratorium (de)).